# Soucron
Soucron arenarium es una especie de araña araneomorfa de la familia Linyphiidae. Es el único miembro del género monotípico Soucron.

## Distribución
Se encuentra en Estados Unidos y Canadá.